# ジローラモ・ダンテ
ジローラモ・ダンテ（伊: Girolamo Dante, 1510年頃 チェーネダ - 1568年以降に死去）は、イタリアのルネサンス期のヴェネツィア派の画家である。ジローラモ・デンテ（伊: Girolamo Dente）あるいは巨匠ティツィアーノ・ヴェチェッリオの生徒であったことからジローラモ・ディ・ティツィアーノ（Girolamo di Tiziano）とも呼ばれる。1550年頃から1580年頃にかけてヴェネツィアで活躍した。

## 生涯
ジローラモ・ダンテはティツィアーノの第一の弟子・助手として知られる。1520年代にティツィアーノの工房に入り、その後数十年にわたってティツィアーノのもとで働き、ティツィアーノの肖像画『ヴェンドラミン家の肖像』などいくつかの有名な絵画の制作に貢献した。ダンテについてスペインの駐ヴェネツィア大使ガルシア・エルナンデス（Garcia Hernández）は、国王フェリペ2世の秘書アントニオ・ペレスに宛てた手紙の中で、ダンテをティツィアーノのもとで30年以上暮らしている親戚ないし生徒であり、ティツィアーノに次ぐ人物であると説明している（J.A. Crowe and G.B. Cavacaselle, 1881, p.343）。ダンテはティツィアーノの作品を模写することに卓越していたと言われ、ティツィアーノが手を入れたダンテの作品はしばしば専門の鑑定家の目利きに戦いを挑んでいる。またダンテは自らデザインした作品も制作している。『聖コスマスと聖ダミアヌス』（Saints Cosmas and Damian）に代表されるサン・ジョヴァンニ・ヌオーヴォ教会所蔵のダンテ作とされる祭壇画はダンテが所属していた工房の名声を反映している。